# Gravel Pit
Gravel Pit is een nummer van de Amerikaanse hiphopgroep Wu-Tang Clan uit 2000. Het is de derde single van hun tweede studioalbum The W. 
De regel "Back, back and fourth, fourth" is gesampled uit Back and Fourth van Cameo. Paulissa Moorman heeft de regel "Check out my gravel pit" in het refrein ingezongen. De beat in het nummer is gesampled uit Antoine Duhamels soundtrack van de Franse televisieserie Belphegor.
"Gravel Pit" flopte in Amerika, maar werd in Europa en Australië wel een hit. Het meeste succes kende het in het Verenigd Koninkrijk, Duitsland, Zwitserland en het Nederlandse taalgebied. In de Nederlandse Top 40 schopte de plaat het tot de 6e positie, terwijl het in de Vlaamse Ultratop 50 een plek lager kwam.